# ترچاک
ترچاک (به صربی: Trećak) یک منطقهٔ مسکونی در صربستان است که در کورشوملیا واقع شده‌است. ترچاک ۶۲ نفر جمعیت دارد.